# Mary Blume
Mary Blume (ur. 1950 w Nowym Jorku, Stany Zjednoczone) – amerykańska historyk kultury i biografka. 

## Życiorys
Przez wiele lat była korespondentką amerykańskich czasopism w Paryżu, w którym zamieszkała na stałe. Prowadziła stałą rubrykę kulturalną w International Herald Tribune, jej teksty publikowały francuskie i brytyjskie magazyny.

## Twórczość
- After the War was Over: Photographs (wspólnie z Wernerem Bischofem, 1985)
- Cote D'Azur: Inventing the French Riviera (1992)
- A French Affair: The Paris Beat, 1965-1998 (1999)
- Master of Us All, The: Balenciaga, His Workrooms, His World (2013) (polskie wydanie pt. Cristóbal Balenciaga. Mistrz nas wszystkich, Wyd. Bukowy Las, Wrocław 2013)[3].